# VII. Frigyes dán király
VII. Frigyes (Amalienborg palota, 1808. október 6. – Glücksburg kastély, 1863. november 15.) Dánia királya 1848-tól haláláig. Ő volt az országban négyszáz évig uralkodó Oldenburg-dinasztia főágának utolsó tagja. Abszolút monarchiából alkotmányos monarchiává alakította Dániát.

## Gyermekkora és családja

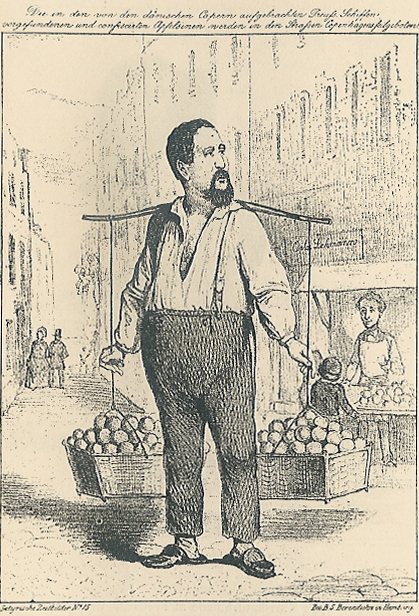
Német karikatúra VII. Frigyesről a schleswigi háború idejéből.

Frigyes 1808. október 6-án született az Amalienborg palotában VIII. Keresztély Frigyes dán trónörökös (későbbi VIII. Keresztély király) és első felesége, Mecklenburgi Sarolta Friderika egyetlen gyermekeként. Anyja a következő évben az énektanárával, Édouard du Puy-jal megcsalta Keresztély herceget, ezért 1810-ben szülei elváltak és anyját eltiltották Frigyes látogatásától. A fiú rokonainál nevelkedett. 1826-ban a király európai körútra küldte, hogy nyelveket, politikatudományt és hadtudományt tanuljon. Frigyes ehelyett Genf környékén utazgatott és lövészegyletekben töltötte az időt és a város díszpolgárává is fogadta a fiatal herceget.
1828-ban visszatért Koppenhágába és VI. Frigyes feleségül adta hozzá a kisebbik lányát, Vilhelmina Máriát. Frigyes azonban nehezen bírta az udvar konzervatív, merev hierarchiáját; ez odáig fajult, hogy a király végül megelégelte veje állandó kóborlásait és kicsapongásait és 1834-ben Fredericiába száműzte Frigyest, majd 1837-ben a házasságot felbontották.
VI. Frigyes király 1839-ben férfi utód nélkül meghalt, utódja VIII. Keresztély, Frigyes herceg apja lett. Frigyest kinevezték Fyn kormányzójává, és feleségül adták hozzá Mecklenburgi Karolina Mariannát, György mecklenburg–strelitzi nagyherceg lányát. A második feleség sem bírta sokáig az állandó tivornyázásokat és mikor 1844-ben meglátogatta németországbeli szüleit, nem volt hajlandó visszatérni Dániába. 1846-ban elváltak. Frigyes 1850-ben feleségül vette szeretőjét, a volt balett-táncos Louise Rasmussent, akivel még Fredericia-beli tartózkodása alatt ismerkedett meg. A pár 1854-ben a Hornsherred félszigetén levő Jægerspris kastélyba vonult vissza, ahol a király halála után Louise Rasmussen (Danner grófnő) haláláig élt.

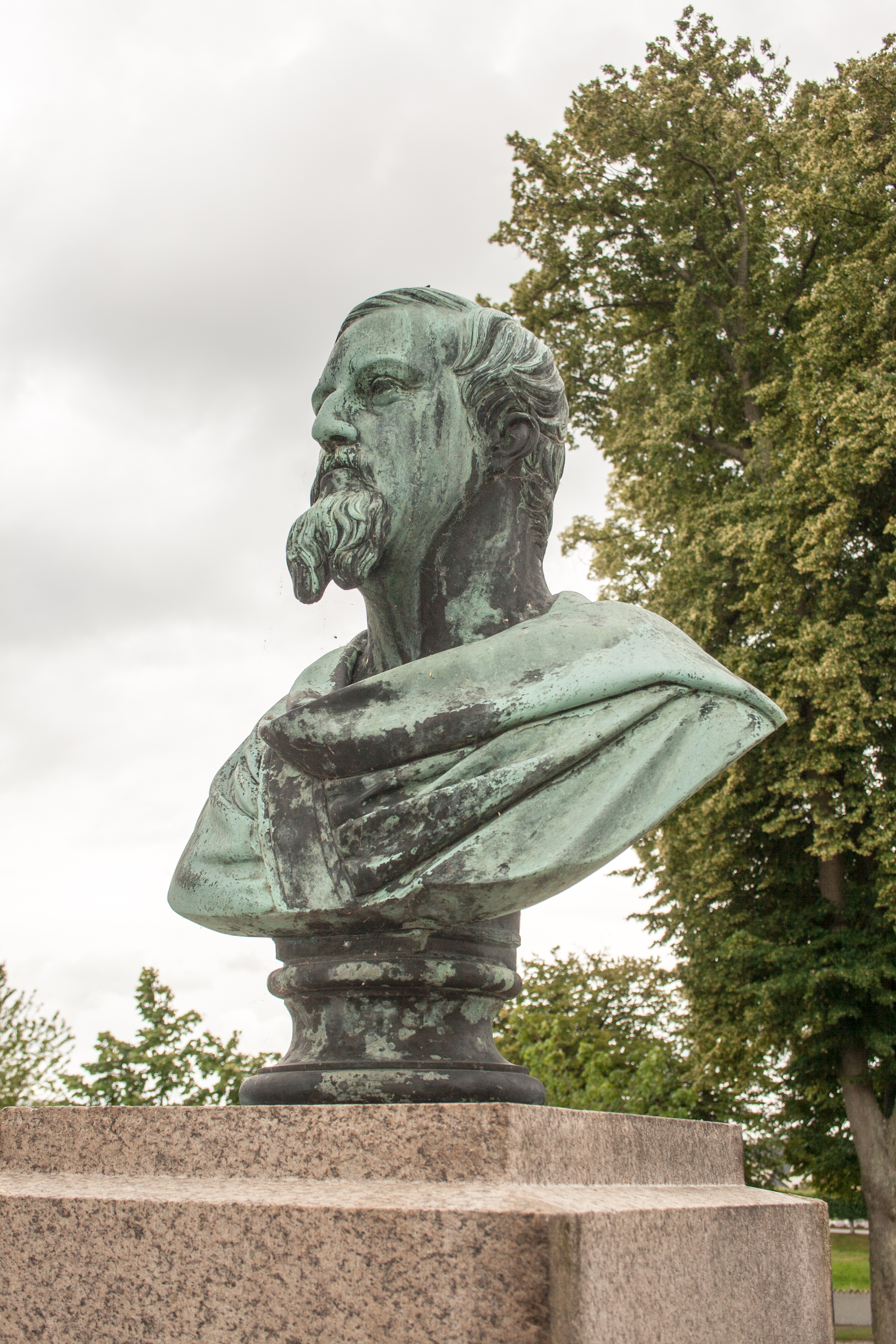
VII. Frigyes mellszobra Vordingborgban

## Uralkodása
VIII. Keresztély 1848. január 20-án meghalt és a politika iránt nem igazán érdeklődő, tapasztalatlan VII. Frigyesre rázúdult a népek tavasza és a robbanással fenyegető schleswig-holsteini kérdés. A dánok alkotmányt követeltek és a dánok lakta Schleswiget véglegesen az országhoz kívánták csatolni. A hatszáz éve különálló schleswigiek viszont Holsteinnel együtt külön alkotmányt és önállóságot követeltek. A király az előbbiek pártjára állt, és az 1849. júniusában kiadott alkotmányban Schleswiget Dániához csatolta. A hercegség fellázadt, és az 1851-ig elhúzódó konfliktusban (melyben egyik oldalon porosz, a másikon svéd és norvég csapatok is segédkeztek) a kormánycsapatok végül legyűrték az ellenállást. Ennek ellenére visszaállították Schleswig önállóságát Dánián belül és 1855-ben új alkotmányt fogadtak el, amelyben Dánia perszonálunióban egyesült a két hercegséggel. Időközben a német többségű Holsteinben és Dél-Schleswigben egyre erősödött a pángermán mozgalom, és az ennek elfojtására és eldánosításra tett erőfeszítések majd porosz-osztrák hadüzenetet és a hercegségek elcsatolását eredményezik majd 1864-ben. Az 1849-es alkotmány egyben az abszolút monarchia végét jelentette Dániában. Felállították a kétkamarás parlamentet (Rigsdag), az alsóházi választásokra általános választójogot biztosítottak (minden 30 éven felüli polgár szavazhatott), de a parlament a királynak felelt. Frigyes a későbbiekben többször is beavatkozott a politikába, például 1854-ben lemondatta a népszerűtlen, konzervatív kormányt. Az 1850-es években több gazdasági reformot is bevezettek, megszületett a szabadkereskedelmi törvény és magánbankokat alapítottak. VII. Frigyes botrányai ellenére igen népszerű király volt, közvetlen természete és közrendű felesége miatt az átlagpolgár magához közelinek érezhette.
Frigyes 1863. november 15-én a Glücksburg kastélyban meghalt. Három házasságából nem született gyermeke (bár állítólag egyik szeretőjétől született egy fia 1843-ban), így a Dániában 1448 óta uralkodó Oldenburg-ház főága kihalt. Utóda az Oldenburgok schleswig-holstein-sonderburg-glücksburgi ágához tartozó IX. Keresztély lett.

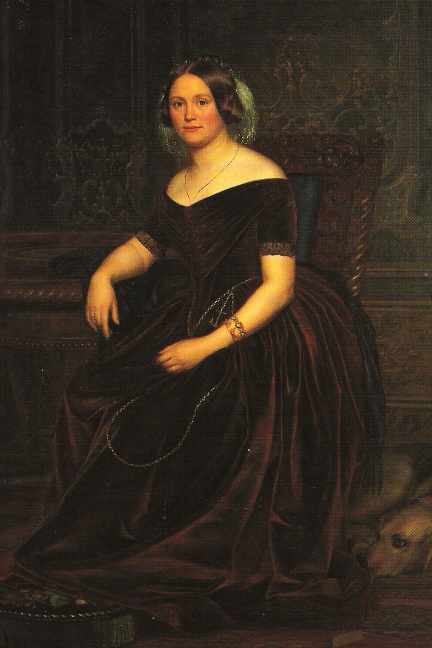
Louise Rasmussen, Frigyes harmadik felesége.

## Fordítás
- Ez a szócikk részben vagy egészben  a   Frederik 7. című dán Wikipédia-szócikk ezen változatának fordításán alapul.  Az eredeti cikk szerkesztőit annak laptörténete sorolja fel. Ez a jelzés csupán a megfogalmazás eredetét és a szerzői jogokat jelzi, nem szolgál a cikkben szereplő információk forrásmegjelöléseként.

| Előző uralkodó: VIII. Keresztély | Dánia királya 1848 – 1863 | Következő uralkodó: IX. Keresztély |